# Emma Eliasson
Emma Maria Josefin Eliasson  (* 12. Juni 1989 in Kiruna) ist eine ehemalige schwedische Eishockeyspielerin, die unter anderem für Brynäs IF, Munksund-Skuthamns SK und Luleå HF in der höchsten schwedischen Fraueneishockey-Spielklasse, der Riksserien, spielte.

## Karriere
Emma Eliasson begann ihre Karriere im Nachwuchsbereich des Team Kiruna IF, bei dem sie ausschließlich mit männlichen Altersgenossen zusammen spielte. 2004 wechselte sie in die Frauenmannschaft von MODO Hockey, mit der sie 2006 schwedischer Vizemeister wurde. Anschließend wechselte sie zur Brynäs IF, mit dem sie ab 2008 an der neu gegründeten Riksserien teilnahm und mehrere Vizemeistertitel gewann. Dabei entwickelte sie sich zunächst zu einer Offensiv-Verteidigerin, ehe sie ganz auf die Linker-Flügel-Position wechselte.
2012 verließ sie die Brynäs IF und wurde vom Munksund-Skuthamns SK für drei Jahre unter Vertrag genommen, bei dem sie in der Saison 2012/13 mit 25 Scorerpunkten aus 24 Saisonspielen zu den Topscorern gehörte.

### International
2004 wurde Eliasson das erste Mal in den Kader der schwedischen Nationalmannschaft berufen und absolvierte 2005 ihre erste Weltmeisterschaft, bei der sie mit dem Nationalteam die Bronzemedaille gewann. Bei den Olympischen Winterspielen 2006 in Turin gewann sie mit der Nationalmannschaft die Silbermedaille im olympischen Eishockeyturnier.
2007, 2008, 2009 und 2011 folgten weitere WM-Teilnahmen, wobei sie 2007 eine weitere Bronzemedaille gewann. Bei den Olympischen Winterspielen 2010 belegte sie mit dem Nationalteam den vierten Platz.
Vor der Weltmeisterschaft 2013 wurde sie wieder in den Nationalmannschaftskader berufen, belegte mit dem Team den siebten Platz und vermied damit den Abstieg in die Division IA. Insgesamt bestritt Eliasson bis 2013 190 Länderspiele, in denen sie 23 Tore erzielte.

## Erfolge und Auszeichnungen
- 2005 Bronzemedaille bei der Weltmeisterschaft
- 2006 Silbermedaille bei den Olympischen Winterspielen
- 2006 Schwedischer Vizemeister mit MODO Hockey
- 2007 Bronzemedaille bei der Weltmeisterschaft
- 2010 Schwedischer Vizemeister mit Brynäs IF
- 2011 Schwedischer Vizemeister mit Brynäs IF
- 2012 Schwedischer Vizemeister mit Brynäs IF
- 2016 Schwedischer Meister mit Luleå HF
- 2016 Årets hockeytjej (Spielerin des Jahres)[3] und beste Verteidigerin der Riksserien

## Karrierestatistik

### International
(Legende zur Spielerstatistik: Sp oder GP = absolvierte Spiele; T oder G = erzielte Tore; V oder A = erzielte Assists; Pkt oder Pts = erzielte Scorerpunkte; SM oder PIM = erhaltene Strafminuten; +/− = Plus/Minus-Bilanz; PP = erzielte Überzahltore; SH = erzielte Unterzahltore; GW = erzielte Siegtore; 1 Play-downs/Relegation; Kursiv: Statistik nicht vollständig)